# Палаццо Вивиани делла Роббиа
Палаццо Вивиани делла Роббиа (итал. Рalazzo Viviani della Robbia) — историческое здание, дворец, расположенный в центре Флоренции на улице Виа Торнабуони.

## История
Палаццо построено на месте объединённых домов семьи Торнабуони в конце XVII века. Последней наследницей Торнабуони была Вирджиния, жена графа Франческо Сарачинелли из Орвието. После её смерти поместье перешло по наследству к семье Сарачинелли, которая продала дворец сенатору Донато Луиджи Вивиани, аудитору (магистрату) тосканского герцога Козимо III Медичи. Вивиани добавили к своей фамилии делла Роббиа, унаследовав в 1645 году имущество этой семьи.
Проект объединения домов в один дворец разработан в 1695 году архитектором Джованни Баттистой Фоджини. На углу здания находится фамильный герб Вивиани из полихромного мрамора с изображением трёх сине-серебряных «стропил» на золотом поле.
В этом дворце жили Никколо Гаэтано Вивиани, друг семьи Медичи, и Луиджи ди Никколо Вивиани, камергер Карла Бурбона, короля Неаполя. Он был его послом во Флоренции в 1752 году, а также министром короля Испании, поэтому на фасаде дворца были размещены королевские гербы.
Во время наполеоновской оккупации дворец был конфискован, и в 1842 году сдан в аренду польским князьям Понятовским, сыновьям Станислава, а в 1880 году был продан. Среди владельцев была семья Контини-Бонакосси.
С середины 1990-х годов в здании располагается бутик флорентийского модного дома Roberto Cavalli.

## Архитектура
Величественный фасад здания подчёркивается девятью осями, симметрично расположенными вокруг центрального дверного проёма, увенчанного балконом с «разорванным фронтоном». Его, в свою очередь, венчает арочное центральное окно второго этажа. Первый этаж оформлен рустовкой.
Интерьеры декорированы в стиле барокко. На первом этаже находится просторный двусветный Музыкальный салон, украшенный лепниной, бюстами и фресками. Росписи в палаццо создал мастер квадратур (иллюзорных архитектурных росписей с «обманом зрения») Джузеппе Тонелли. Парадная лестница также украшена лепниной и скульптурой.

## Галерея
- Античный бюст парадной лестницы
- Лепной декор (стукко) парадной лестницы
- Двусветный зал (Музыкальный салон)
- Музыкальный салон. Деталь оформления
- Музыкальный салон. Деталь
- Зал аллегорий. Росписи Джузеппе Тонелли
- Джузеппе Тонелли. Роспись плафона Зала аллегорий
- «Квадратура» Джузеппе Тонелли
- Деталь росписи
- «Руина». Деталь декора